# Class (lied)
Class is een lied van de Nederlandse rapper Kevin in samenwerking met de Turks-Nederlandse rapper Murda. Het stond in 2022 als tweede track op de ep Plenty bars van Kevin.

## Achtergrond
Class is geschreven door Kevin de Gier, Önder Dogan en Tevin Irvin Plaate en geproduceerd door Spanker. Het is een nummer dat past in de genres nederhop en trap. In het lied rappen de artiesten over de rijkdommen en successen in hun levens. Het lied stond op de ep Plenty bars met vier andere nummers, waarvan Bushokje en Underdogs eveneens bescheiden hits werden.
Het is niet de eerste keer dat Kevin en Murda met elkaar samenwerken. Eerder deden ze dit al op Wejo, Paraplu en Eigenaar.

## Hitnoteringen
Ondanks dat het lied niet als single was uitgebracht, hadden de artiesten toch bescheiden succes met het lied in Nederland. Het stond op de negentigste plaats van de Single Top 100 in de enige week dat het in deze hitlijst te vinden was. De Top 40 en haar Tipparade werden niet bereikt.